# Novela del dictador

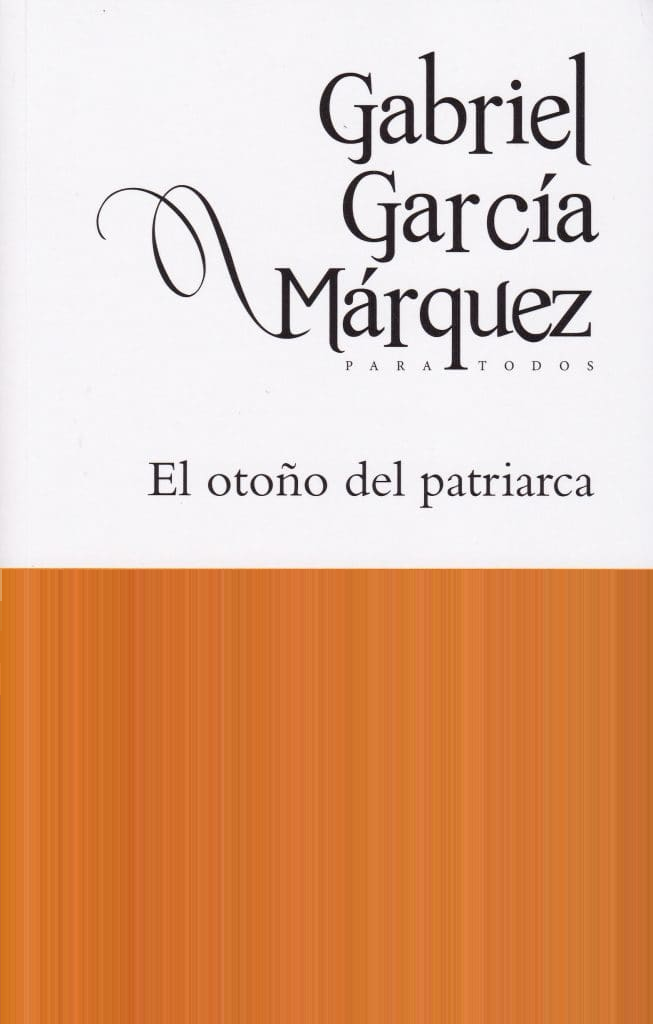
El otoño del patriarca, novela del escritor colombiano Gabriel García Márquez considerada exponente de la novela del dictador.

La novela de dictador es un subgénero narrativo característico de la literatura latinoamericana que aborda la constante histórica de las dictaduras militares en los países latinoamericanos. Centradas preferentemente en el tema del caudillismo, estas novelas examinan la relación entre el poder, la dictadura y la literatura. Ya desde Facundo del argentino Domingo Faustino Sarmiento, publicada en el año 1845, se advierte una crítica indirecta al gobierno del caudillo Juan Manuel de Rosas junto con la figura de otro caudillo, Facundo Quiroga. Amalia (1851) forma parte de una suerte de trilogía en contra de Rosas junto con El matadero (1838) y Facundo: sin embargo, estas últimas no pueden considerarse novelas, por lo que se le ha dado el carácter de novela fundadora a Amalia.
Para que un libro sea considerado una novela de dictador, debe poseer temas explícitamente políticos trazados en un contexto histórico importante, examinar críticamente el poder ejercido por una figura autoritaria, e incluir una reflexión general sobre la naturaleza del autoritarismo. Aunque algunas novelas de dictador se centran en una figura histórica (si bien con una apariencia ficticia), no analizan la economía, la política y el gobierno del régimen dictatorial como lo haría una obra histórica. El subgénero de la novela de dictador incluye obras como El señor Presidente (1945), de Miguel Ángel Asturias, sobre el dictador Manuel Estrada Cabrera; quien gobernó Guatemala durante casi 22 años,  Yo el Supremo (1974), de Augusto Roa Bastos, sobre el doctor Francia de Paraguay, y La fiesta del Chivo (2000) de Mario Vargas Llosa, sobre Rafael Leónidas Trujillo de la República Dominicana. Por otra parte, el novelista puede crear un dictador ficticio para lograr el mismo fin narrativo, como en El recurso del método (1974), de Alejo Carpentier, o Maten al león (1969) de Jorge Ibargüengoitia, en las que el dictador es un personaje compuesto de diferentes dictadores históricos. El subgénero de la novela de dictador ha sido muy influyente en el desarrollo de la tradición literaria latinoamericana. Muchos de sus autores rechazaron las técnicas narrativas lineales tradicionales, y desarrollaron estilos narrativos innovadores que desdibujaron las distinciones entre el lector, el narrador, la trama, los personajes y la narrativa. Al analizar la autoridad del liderazgo, los novelistas también evaluaron sus propios roles sociales como dispensadores de sabiduría, tan paternalistas como el caudillo cuyo régimen refutaron en sus propias novelas.

## Contexto literario
El crítico literario Roberto González Echevarría sostiene que la novela de dictador es «la tradición temática más claramente autóctona de la literatura latinoamericana», y sugiere que su desarrollo «puede retrotraerse hasta las relaciones de Bernal Díaz del Castillo y Francisco López de Gómara durante la conquista de México».  Aunque hubo trabajos literarios significativos sobre el poder político en el siglo XIX, por lo general la novela de dictador ha sido asociado con el boom latinoamericano, un movimiento literario de los años 1960 y 1970. Para el crítico literario Gerald Martin, la novela de dictador marca el final del boom e incluso —refiriéndose a Yo el Supremo, de Roa Bastos— «el final de toda una época en la historia de América Latina, una época que se remonta hasta Facundo de Sarmiento en 1845». En la década de 1970, muchas novelas del dictador se centraron en la figura «del dictador anciano, víctima del tedio de un poder absoluto que está a punto fatalmente de perder». No fue sino hasta que Carpentier, García Márquez y Roa Bastos brindan sus versiones del tema cuando se ofreció la visión del mundo desde el punto de vista del propio dictador.[6] Si se sigue en orden cronológico la aparición de las novelas de dictador, se dirá que es Amalia, publicada en 1851, la primera novela escrita sobre el tema de la dictadura y los dictadores. Mármol usa el género novelístico para atacar a Juan Manuel Rosas abierta y constantemente.

## Definición

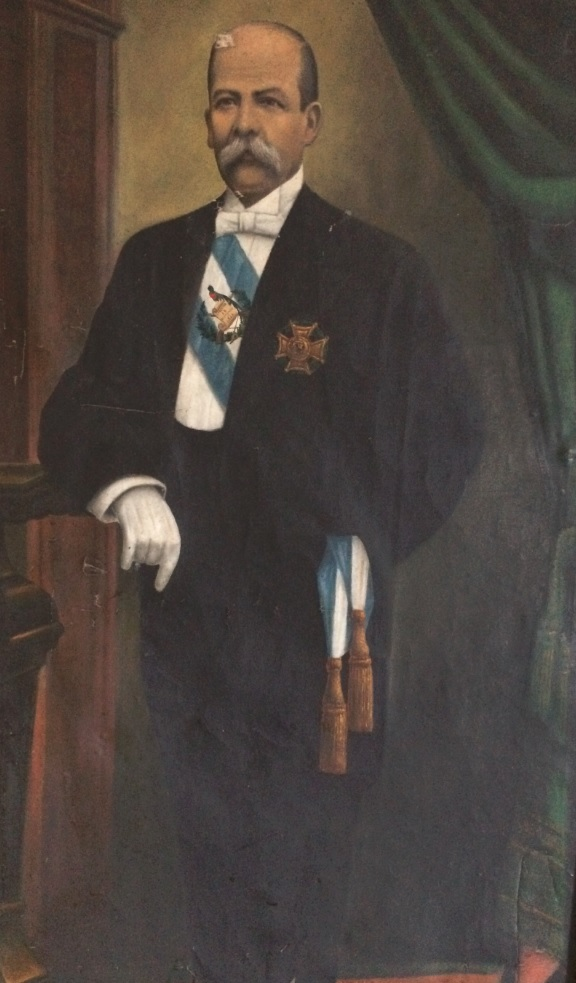
Manuel Estrada Cabrera cuyo régimen fue la inspiración para el El Señor Presidente de Miguel Ángel Asturias.

Según Gerald Martin, la novela El señor Presidente, de Miguel Ángel Asturias (escrita en 1933, pero no publicada hasta 1946), es «la primera verdadera novela de dictador». Siguieron otras obras literarias que protagonizaron la figura del dictador, como El gran Burundún-Burundá ha muerto, de Jorge Zalamea, pero el subgénero no ganó ímpetu hasta que fue reinventado tras el boom latinoamericano, en el clima político de la Guerra Fría.
La novela de dictador volvió a estar de moda en la década de 1970, hacia el final del boom. Sharon Keefe Ugalde comenta que «la década de 1970 marca una nueva etapa en la evolución de la novela de dictador latinoamericana caracterizada por al menos dos novedades: un cambio en la perspectiva desde la cual se ve el dictador y un nuevo enfoque sobre la naturaleza del lenguaje». Con esto quiere decir que las novelas de dictador de la década de 1970, como El otoño del patriarca o Yo el Supremo, ofrecen al lector una visión más íntima del sujeto principal: «el dictador se vuelve protagonista» y el mundo se ve a menudo desde su punto de vista. Con el nuevo enfoque en el lenguaje, Keefe Ugalde se refiere a la percepción por parte de muchos autores que «el poder del tirano deriva de y es derrotado por el lenguaje». Por ejemplo, en El gran Burundún-Burundá ha muerto de Jorge Zalamea, el dictador prohíbe todas las formas de expresión lingüística.
Según Raymond L. Williams, no fue hasta la década de 1970 —cuando hubo un número suficiente de autores latinoamericanos con novelas publicadas sobre los regímenes militares— que la novela de dictador se convirtió en nomenclatura común. Las novelas más celebradas de esta época fueron El recurso del método (1974) de Alejo Carpentier, Yo el Supremo (1974) de Augusto Roa Bastos, y  El otoño del patriarca (1975) de Gabriel García Márquez. Williams define la novela de dictador como una novela que se basa en datos históricos para crear versiones ficticias de los dictadores. De esta manera el autor puede hacer uso de un caso específico para explicar un fenómeno general; muchas novelas de dictador se centraron en el régimen de un dictador particular. Dentro de este grupo se incluye a los novelistas que cuestionaron figuras autoritarias, como Conversación en La Catedral (1969), de Vargas Llosa, Maten al león (1969) de Jorge Ibargüengoitia y La tragedia del generalísimo (1984), de Denzil Romero. Incluso incluye  ¿Te dio miedo la sangre? (1977), una novela de Sergio Ramírez sobre la sociedad nicaragüense bajo la dictadura de Somoza, que ha sido descrita como una «novela de dictador sin el dictador».

## Estilo y temas
Los autores del subgénero de la novela de dictador combinaron estrategias narrativas derivadas del modernismo y posmodernismo. Las técnicas posmodernas, desarrolladas en gran parte a finales de los años 1960 y en la década de 1970, incluyeron el uso de monólogos interiores, corriente de conciencia radical, fragmentación, variación del punto de vista narrativo, neologismos, estrategias narrativas innovadoras y la frecuente ausencia de causalidad.
Alejo Carpentier, uno de los escritores del Boom y del subgénero de la novela de dictador, también fue muy influyente en lo que llegó a conocerse como realismo mágico, aunque el mismo no es un requisito de la novela de dictador; en efecto, en muchas obras no se utilizó el realismo mágico.
Un tema predominante de la novela de dictador es el poder, que según el crítico literario Michael Valdez Moisés, en su revisión de 2002 de La fiesta del chivo, está relacionado con el tema de la dictadura: "El poder perdurable de la novela de dictador latinoamericana tenía todo que ver con el poder perdurable de los dictadores latinoamericanos". Cuando novelas como El señor Presidente ganaron más renombre, fueron leídas como ambiciosas declaraciones políticas, denunciando la autoridad de los dictadores de América Latina. Como declaraciones políticas, los autores de novelas de dictador desafiaron el poder dictatorial, creando un vínculo entre el poder y la escritura, por la fuerza derivada de la pluma. Por ejemplo, en Yo el Supremo de Roa Bastos, la novela gira en torno al tema central de la lengua y el poder inherente en todas sus formas, un poder que a menudo sólo está presente en la deconstrucción de la comunicación.

El miedo del doctor Francia al pasquín, su abuso de Policarpo Patiño, [...] su constante preocupación sobre la escritura, todo es resultado del hecho de haber encontrado y usado el poder implícito del mismo lenguaje. El Supremo define el poder como aquello que es capaz de hacer a través de otros lo que no somos capaces de hacer nosotros mismos; el lenguaje, al estar separado de lo que designa, es la encarnación del poder, porque las cosas actúan y significan mediante el lenguaje sin dejar de ser ellas mismas. El doctor Francia también ha comprendido que no puede controlar el lenguaje, particularmente el escrito, porque tiene vida propia que lo amenaza a él.
Roberto González Echevarría (2001)

Otro constante en la temática de la novela de dictador —cuya importancia y frecuencia creció por el Boom latinoamericano— es la interdependencia entre el tirano latinoamericano y el imperialismo de los Estados Unidos. Por ejemplo, en La fiesta del chivo de Mario Vargas Llosa, Trujillo —quien, por sus inclinaciones anticomunistas, disfrutó del apoyo de los Estados Unidos durante más de 32 años— enfrenta una fuerte oposición poco después de perder el apoyo material de la CIA.
El género es otro tema general de las novelas de dictador. Los retratos nacionales en América Latina a menudo muchos tesoros literarios nacionales reflejan la retórica gubernamental en su forma de codificar la ciudadanía activa como masculina. La masculinidad es un motivo perdurable en la novela de dictador. Existe una relación entre el lápiz y el pene en la ficción latinoamericana, pero no se puede explicar este patrón con el machismo por sí solo—es mucho más complejo. Según Rebecca E. Biron, «donde encontramos fantasías misóginas violentas de la masculinidad, también encontramos relaciones sociales violentas entre hombres y mujeres reales». Muchas obras literarias latinoamericanas «incluyen personajes que realizan las ficciones violentas de masculinidad, aunque su estructura narrativa proporciona al lector respuestas alternativas a las fantasías misóginas de formación de identidad masculina».

## Contexto histórico

### Los dictadores en la historia de América Latina
Desde la independencia, los países de América Latina han estado sujetos a regímenes autoritarios tanto de derecha como de izquierda, fruto de una historia colonial en que un grupo dominaba al otro. Ante esta larga historia, no es sorprendente que se escribieron tantas novelas «sobre dictadores individuales, o sobre los problemas de la dictadura, del caudillismo, caciquismo,  militarismo y similares». El legado del colonialismo es uno de conflictos raciales, que a veces empujan una autoridad absoluta a levantarse para contenerlos —así nace el tirano. Buscando un poder ilimitado, los dictadores a menudo modifican las constituciones y revocan las leyes que impiden su reelección. En 1899 por ejemplo, Manuel Estrada Cabrera cambió la constitución de Guatemala para permitir su regreso al poder. Los dictadores que se convirtieron en el enfoque de las novelas de dictador (por ejemplo, Yo el Supremo de Augusto Roa Bastos se basa en el llamado doctor Francia, el dictador de Paraguay de principios del siglo XIX) no difieren mucho en su forma de gobernar. Como afirma el autor González Echevarría: «son hombres, militares, y gozan de un poder personal ilimitado». 
Sus tácticas de mano dura incluyen exiliar o encarcelar la oposición, atacar la libertad de prensa, crear un gobierno centralizado respaldado por una poderosa fuerza militar, y asumir un control total sobre el libre pensamiento.
En el terreno de la ficción los dictadores adquieren ciertas características específicas: pueden fundarse sobre un personaje histórico, o, como en El otoño del Patriarca, de la suma de varias identidades que producen una nueva. Por tanto, se gana en cuanto a la penetración psicológica del personaje, entonces el dictador, «no es ya más una sombra impalpable, sino una realidad viva, brutal y sangrante, situada en el mismo centro de gravedad de la obra artística». Las excentricidades de la vida de los dictadores, así como la brutalidad del abuso de poder que ejercen ha determinado la figura de dictador en la novela. De ahí que García Márquez haya considerado al dictador como el verdadero «animal mitológico» que ha producido América Latina.
En el siglo XX, los dictadores latinoamericanos más prominentes incluyeron la dinastía Somoza en Nicaragua, Alfredo Stroessner en Paraguay, y Augusto Pinochet en Chile, entre otros. Como influencia externa, la injerencia de Estados Unidos en la política latinoamericana fue polémica y ha sido severamente criticada. Como lo señaló García Calderón ya en 1925: «¿Quiere la paz o está controlado por ciertos intereses?» El vínculo entre el imperialismo estadounidense y el poder del tirano ha sido un tema importante en la novela de dictador. Los dictadores de América Latina aceptaron el apoyo militar y financiero de los Estados Unidos cuando les convenía, pero también se tornaron en contra de los Estados Unidos, sirviéndose de campañas antiestadounidenses para ganar el apoyo popular. En el caso de Trujillo, «Nada promete revitalizar su alicaída popularidad más que hacer frente al agresor yanqui en el nombre de la patria».

### Los padres de la patria
En 1967, durante una reunión entre Alejo Carpentier, Julio Cortázar, Miguel Otero Silva, y Carlos Fuentes se puso en marcha un proyecto literario denominado «Los padres de la patria», con el propósito de crear una serie de biografías retratando los dictadores de América Latina. Tras leer los retratos en Patriotic Gore de Edmund Wilson, en el contexto de la guerra de secesión norteamericana, Fuentes relata que «sentados en un pub de Hampstead, se nos ocurrió que no estaría mal un libro comparable sobre la América Latina: una galería imaginaria de retratos. En ese instante, varios espectros entraron al pub londinense reclamando el derecho a encarnar. Eran los dictadores latinoamericanos». Vargas Llosa iba a escribir sobre Manuel A. Odría, Jorge Edwards sobre José Manuel Balmaceda, José Donoso sobre Mariano Melgarejo. Aunque el proyecto nunca se terminó, contribuyó a inspirar una serie de novelas escritas por autores importantes durante el boom latinoamericano, como Alejo Carpentier, Augusto Roa Bastos, Gabriel García Márquez y Mario Vargas Llosa.

## Desarrollo del subgénero

### Precursores

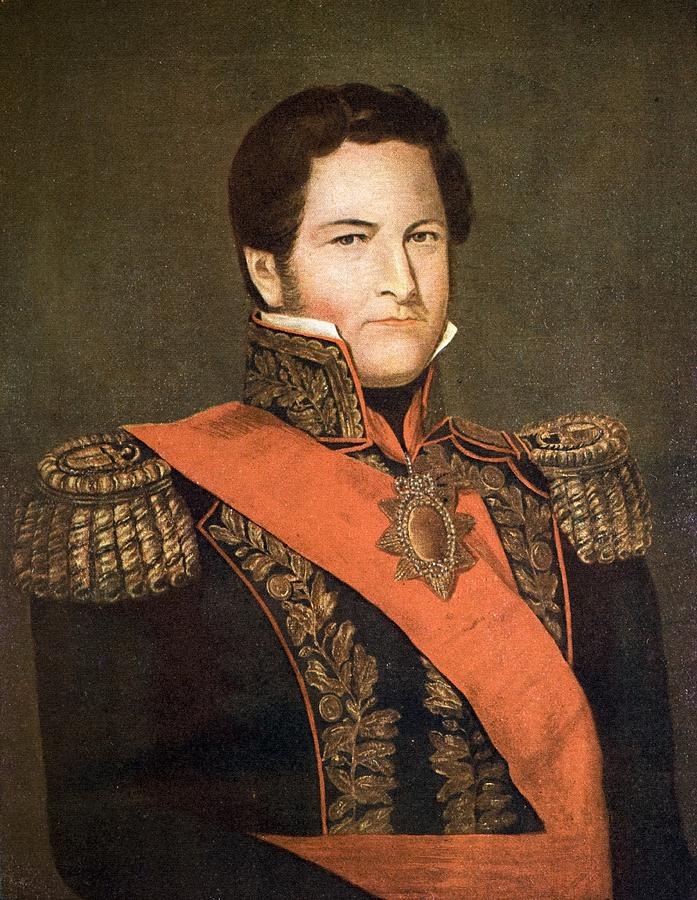
Juan Manuel de Rosas, caudillo argentino, por Cayetano Descalzi (1809-1886).

Tanto Facundo de Domingo Faustino Sarmiento, como Amalia de José Mármol —ambos publicados en el siglo XIX— fueron precursores de la novela de dictador del siglo XX; sin embargo, «todas las representaciones ficticias del "hombre fuerte"  latinoamericano, tienen un antecedente importante en Facundo de Domingo Faustino Sarmiento, una obra escrita como un tratado sociológico». Facundo, dirigida contra la figura histórica de Juan Facundo Quiroga, es una crítica indirecta de la dictadura de Juan Manuel de Rosas; también es un estudio más amplio de la historia y cultura argentina. Facundo continuó siendo un punto de referencia fundamental para el subgénero debido a la amplitud de su exploración literaria del ambiente latinoamericano. En Facundo, Sarmiento critica la figura histórica de Facundo Quiroga, un caudillo provincial, quien —al igual que Rosas (dictador de Argentina de 1829 hasta 1853)— se oponía a las ideas ilustradas del progreso. Después de regresar del exilio, Sarmiento se dedicó a reformar Argentina, llegando a ser presidente de la república de 1868 a 1874. Su análisis del régimen de Facundo Quiroga fue la primera vez que un autor se preguntó cómo figuras como Facundo y Rosas supieron alcanzar un poder tan absoluto, y al responder a esta pregunta, Facundo estableció su lugar como obra de inspiración para autores posteriores. Al escribir Facundo, Sarmiento percibió su propio poder «por lo que, dentro del texto de la novela, es el novelista, a través de la voz de la omnisciencia, quien ha reemplazado a Dios», creando así el puente entre la escritura y el poder que es característico de la novela de dictador.
Situado en la Buenos Aires postcolonial, Amalia fue escrita en dos partes y es un relato semiautobiográfica de José Mármol que narra sobre la vida en el estado policial de Juan Manuel de Rosas. La novela de Mármol fue importante ya que mostró cómo la conciencia humana, al igual que una ciudad, e incluso un país, pudiera convertirse en una prisión aterradora. Amalia también trató de examinar el fenómeno de las dictaduras como un problema de estructura, y por tanto el problema del Estado «manifestado a través de la voluntad de algún personaje monstruoso que viola la privacidad del individuo común, tanto de su casa como de su conciencia». A principios del siglo XX,  Tirano Banderas (1926) del español Ramón del Valle-Inclán tuvo una influencia clave en aquellos autores cuyo objetivo era criticar las estructuras de poder y el status quo.

### Clásicos de la novela de dictador
- Amalia (1851)

Esta novela fue escrita en 1850, pero se publicó hasta 1851. Forma junto con El matadero (1838) y el Facundo (1845) la trama gira en torno de la historia de Amalia y Eduardo, pero sobre todo, de Daniel Bello, el héroe de la historia cuyo propósito es atacar el régimen de Rosas. Aunque es una novela débil en varios sentidos, pues no alcanza a desarrollar el tema de la dictadura como lo hacen las que le siguen, se le considera pionera en la tradición de la novela de dictador.
- Tirano Banderas (1926)

Aunque no fue escrita por un hispanoamericano, Tirano Banderas de Ramón Valle-Inclán ha sido una marca en la serie de novelas de dictador hispanoamericano. Se le ha considerado como la mayor influencia para El señor presidente de Miguel Ángel Asturias (1946). Lo que caracteriza a esta obra es la experimentación que el autor hace con los géneros y la forma, propio de lo que él llamó esperpento; en ella predomina el diálogo, mientras que los pasajes narrativos que relacionan una sección dialogada con otra se vuelven escasos.[28] En cuanto a la figura del dictador, según Benedetti, «en la novela de Valle-Inclán es evidente que el general Banderas… tiene menos relación con cualquier tiranuelo de estas tierras que con la visión que un español (aun tratándose de uno tan bien humorado y esperpéntico como Valle-Inclán) suele tener de este fenómeno tan peculiar y tan latinoamericano». [29] Finalmente, el lector puede advertir que el régimen represor que se erige en la novela se originó en la Revolución y que por lo tanto la nueva Revolución acaso originará otro régimen represor. [30]
- La sombra del Caudillo (1929)

Esta novela de Martín Luis Guzmán se publicó primero en España, durante los años de su exilio allí; es la primera novela contemporánea de tal éxito y de tal importancia después de la Revolución Mexicana que se dedica explícitamente al fenómeno del caudillo y el caudillismo tardío, haciendo una revaluación histórica a partir de eventos reales. Mediante una galería de personajes, parte de ellos basados en personas reales, se analizan la influencia del caudillo como dictador omnipresente, basado en la figura de Álvaro Obregon, y las intrigas en cuanto a las elecciones presidenciales de 1927 que terminaron en la matanza de Huitzilac. Guzmán demuestra impresionante laconismo y maestría en la atención al detalle, como rasgos característicos de su estilo.
- El señor Presidente (1946)

Novela del escritor y diplomático guatemalteco Miguel Ángel Asturias, ganador del Premio Nobel. Aunque la novela no identifica explícitamente su entorno como Guatemala de principios del siglo XX, Asturias se inspiró para el personaje titular de la obra en la presidencia de Manuel Estrada Cabrera (1898-1920). Esta novela explora la naturaleza de la dictadura política y sus efectos en la sociedad, y es una obra explícitamente política en la que Asturias denuncia a los dictadores latinoamericanos. Al mantener ambiguos el tiempo y lugar, la novela de Asturias representa una ruptura con las narraciones tradicionales, que hasta ese momento habían sido juzgadas por la forma adecuada en que reflejaron la realidad.  El estilo de Asturias, con su uso distintivo de la imaginería de los sueños, la onomatopeya, el símil, y la repetición, combinado con una estructura discontinua que consiste en cambios bruscos de estilo y punto de vista, se originó de influencias surrealistas y ultraístas. También utilizó una técnica literaria que posteriormente vendría a ser conocida como realismo mágico. El señor Presidente pasó a influir a una generación de autores latinoamericanos, convirtiéndose en un ejemplo temprano de la «nueva novela» y precursor del Boom latinoamericano.
- Cementerio sin cruces (1949)

De Andrés Requena, la novela retrata desde diferentes personajes el pueblo dominicano la brutal  dictadura de Leónidas Trujillo.  Es la descripción de todo lo que conoció el autor en su país al quedar convertido en un campo de concentración. Los personajes que representan al pueblo, que padecen los efectos de la dictadura. El coronel Lobobirro y el capitán Maulino, son el símbolo de la crueldad y el crimen; el general Follón, es el hombre ruin y cobarde; el cura Perrini, es el servidor incondicional del tirano; Satán, es todo lo que lo perverso y libertino de la familia Trujillo.
- El gran Burundún-Burundá ha muerto (1951)

Escrita por Jorge Zalamea. Para Keefe Ugalde, «El gran Burundún-Burundá ... ocupa un punto intermedio importante en la evolución de la novela dictador», y Peter Neissa destaca «su importancia cultural y política y la influencia posterior sobre narrativas del dictador». En términos más generales, Martin describe esta «notable novela corta colombiana» como una obra que parece contener «las semillas del estilo maduro de García Márquez». El libro describe el «ascenso al poder de Burundún, [un dictador ficticio], acontecimientos  selectos durante su régimen, y una descripción de su funeral». Es en este funeral que se revela que el cuerpo del dictador está ausente, y que de alguna manera ha sido sustituido por o transformado en «un gran loro grande, un loro voluminoso, un enorme loro, hinchado, inflado y envuelto en documentos, boletines, correo desde el extranjero, periódicos, informes, anales, periódicos de gran formato, almanaques, boletines oficiales».
- La fiesta del rey Acab (1959)[43]

De Enrique Lafourcade, retrata el dictador ficticio César Alejandro Carrillo Acab y comienza con lo que Claude Hulet describe como «una advertencia divertidamente irónica en el prefacio», que declara que «Esta es una obra de mera ficción. Por tanto, el escenario y los personajes, incluido el dictador Carrillo, son imaginarios, y cualquier semejanzas con países, situaciones o seres reales es simple coincidencia. En efecto, nadie ignora que ni las Naciones Unidas, ni la Organización de Estados Americanos permiten regímenes como el que sirve de pretexto a esta novela». Hulet añade que la «potente y afilada sátira» de Lafourcade se dirige «presumiblemente contra el régimen de Trujillo y otros como él».
- Maten al león (1969)

De Jorge Ibargüengoitia, cuya trama se desarrolla en la década de los años 1920 en la ficticia isla caribeña de Arepa, que ha sido gobernada por el mariscal Manuel Belaunzarán, el último héroe vivo de la guerra de independencia de la isla, quien, ante el asesinato del único candidato opositor, reforma la constitución para encauzar su quinta reelección, lo que desencadena una conjura para el magnicidio, varias veces frustrado. El propio autor reconoció que su principal fuente de inspiración para el personaje del mariscal Belaunzarán fue el general Álvaro Obregón quien, como presidente de México también reformó la Constitución para reelegirse y también sobrevivió a varios intentos de asesinato; ante la eventual adaptación cinematográfica de la novela, Ibargüengoitia escribió que "El único que hubiera podido hacer Belaunzarán sin quedar en ridículo hubiera sido el general Álvaro Obregón"
- El recurso del método (1974)

De Alejo Carpentier es una síntesis de varias figuras históricas de América Latina, con Gerardo Machado, el dictador de Cuba, entre los más prominentes. Este personaje ficticio, en su intento de sofisticarse, pasó la mitad de su vida en Europa, quizás evocador de la dicotomía, típica de Sarmiento, entre la civilización y la barbarie. Esta novela tiene un carácter tragicómico, y es la única novela de Carpentier que combina elementos de la tragedia y comedia. En esta obra Alejo Carpentier trata un tema que también se encuentra en su obra previa: la coexistencia de dos lugares, culturas, modos de vida, civilizaciones distintas, entre los que fluctúan los personajes. En El recurso, estos lugares están representados por Europa y Latinoamérica. El antecedente de la figura del dictador en la novela puede encontrarse en el personaje de Henri Christophe. Aunque la obra no se ocupa directamente del dictador haitiano, caben breves apuntes sobre éste. Tanto el humor como la ironía constituyen el hilo conductor de la trama que se dirige hacia la autocrítica.
- Yo el Supremo (1974)

De Augusto Roa Bastos es un relato novelado del dictador paraguayo del siglo XIX José Gaspar Rodríguez de Francia. Es también un relato histórico que hace uso de documentos reales y de relatos de personas que conocieron a Rodríguez de Francia. Esta interpretación de un déspota en la ficción latinoamericana se distingue «no sólo por la cantidad de detalle prodigado en él, sino también por su notable capacidad de parecer una persona en un momento dado, y una realización de elementos contradictorios que no suelen asociarse con una sola persona, por no hablar de un poderoso tirano, en otro [momento]». El título de la obra se deriva del hecho de que Rodríguez de Francia se refirió a sí mismo como «El Supremo». La novela hace uso de técnicas literarias no tradicionales y se compone de discursos diferentes —cada uno con su propio estilo distintivo— cuya demarcación es a menudo borrosa. Gerald Martin afirma que la novela de Roa Bastos «fue más inmediata y unánimemente aclamada que cualquier otra novela desde Cien años de soledad, y los críticos parecían sospechar que su importancia estrictamente histórica podría ser aún mayor que la creación fabulosamente exitosa de García Márquez». Esta novela constituye una autorreflexión sobre el proceso de la escritura. Plantea varios niveles de interés: la personalidad del dictador, la historia de Paraguay y la exploración de la dinámica de la escritura. Aquí ya no se construye, como en Amalia, una visión maniquea del actuar de los personajes; Augusto Roa Bastos ofrece los hechos para que el lector decida. En este sentido, el dictador no es un ente lejano, mítico, es un personaje de carne y hueso, complejo, y rico, multifacético, visto desde dentro.
- El otoño del patriarca (1975)

De Gabriel García Márquez detalla la vida de un dictador eterno, «el macho», un personaje ficticio que alcanza los 200 años de edad. El libro se divide en seis secciones, cada una volviendo a contar la misma historia del poder infinito que tiene el tirano caribeño arquetípico. García Márquez basó su dictador ficticio en una variedad de autócratas reales, incluyendo Gustavo Rojas Pinilla de Colombia, Francisco Franco de España (la novela fue escrita en Barcelona) y Juan Vicente Gómez de Venezuela. Uno de los personajes principales de la novela es el general indígena Saturno Santos, que se dedica al «servicio inescrutable al patriarca». En esta novela, García Márquez propone una interesante contradicción: «que los patriarcas de América Latina deben su más íntimo apoyo a sus víctimas de más larga duración; y que la revolución de América es inconcebible sin el indígena». Ilustrar la importancia del indígena en América Latina es aún más prudente considerando que Colombia, el país natal de García Márquez, se distingue por literariamente  no reconocer a las poblaciones indígenas que aun son muy vivas hoy en día. La visión que el lector puede obtener del patriarca es una figura difusa, imprecisa, incluso contradictoria. La creación de esta imagen se debe a la forma en que está escrita la novela, pues no se trata de un solo narrador, sino de muchos. El flujo corriente de pensamientos, opiniones, comentarios y memorias cambia constantemente de una persona de la comunidad en que se desarrolla la historia a otra. Su particularidad, entonces, es la forma en que se construye la novela y el tratamiento del tema: ahora el dictador es un patriarca extremadamente longevo. En suma, El otoño podría considerarse como una trasposición literaria de los latinoamericanos construyendo su propia relación a partir de los pedazos de sus propias historias.
- Oficio de difuntos (1976)

De Arturo Uslar Pietri, Oficio de difuntos reflexiona sobre la dictadura de Juan Vicente Gómez (llamado Aparicio Peláez en la novela), tratando de reconstruir el vacío histórico sufrido por Venezuela entre 1903 y 1935. La novela narra la biografía del dictador desde la voz del padre Solana, un cura corrupto y cercano al caudillo, quien ha disfrutado de enormes privilegios durante la dictadura y que de la muerte de éste, se plantea el futuro que le espera cuando la oposición, perseguida hasta entonces, consiga el de poder.
- Cola de lagartija (1983)

De Luisa Valenzuela, la novela trata específicamente con temas en torno a la naturaleza de las relaciones hombre-mujer durante este régimen de opresión militar. El título de la novela se refiere a un instrumento de tortura que fue inventado en el Cono Sur.
- La novela de Perón (1985)

De Tomás Eloy Martínez mezcla hechos históricos, ficción narrando la vida de Juan Domingo Perón
- El general en su laberinto (1989)

De Gabriel García Márquez es un relato novelado de los últimos días en la vida de Simón Bolívar. Bolívar, también conocido como el Gran Libertador, logró la independencia del territorio que posteriormente se convirtió en los Estados modernos de  Venezuela, Bolivia, Colombia, Perú y Ecuador. Sin embargo, el personaje del general no es retratado como el héroe glorioso que la historia tradicional suele presentar; en cambio, García Márquez construye un protagonista patético, un hombre prematuramente envejecido que está mal físicamente y mentalmente agotado.
- A veinte años, Luz (1998)

De Elsa Osorio, narra el nacimiento de su hijo permite a la joven Luz iluminar una región oscura de su memoria, donde despierta de su letargo y se arroja a una búsqueda tenaz y obsesiva de la verdad, que va iluminando los rincones más sombríos de la sociedad dictatorial en la que se ha educado. La historia que, poco a poco, se va desvelando es la de un país dividido por un régimen de terror, herido por la tortura, el horror de las desapariciones, la infame ocultación y la posterior traición del olvido.
- La fiesta del Chivo (2000)

De Mario Vargas Llosa relata con «intensidad dramática y detalle horripilante» los últimos días del dictador Rafael Leónidas Trujillo de la República Dominicana, cuando este se enfurece de que —a pesar de haber sido un aliado de los Estados Unidos durante muchos años por su postura anticomunista— dejó de ser favorecido en el gobierno estadounidense, que retiró su respaldo tras el descubrimiento de sus extensas violaciones de los derechos humanos. Al final de varias líneas narrativas entrelazadas —la de Trujillo, sus asesinos, y la de Urania Cabral, la hija de un hombre que una vez perteneció al círculo íntimo de los asesores de Trujillo— la novela revela el entorno político y social, tanto pasado como presente, de la República Dominicana. La obra comienza y concluye con la historia de Urania, efectivamente enmarcando la narrativa en términos de recordar y comprender el pasado y su legado para el presente.
- Timote: secuestro y muerte del general Aramburu (2009)

Novela del escritor y filósofo argentino José Pablo Feinmann, cuanta parte de la vida y la muerte del dictador argentino Pedro Eugenio Aramburu
- Una misma noche

Novela en la que el escritor Leopoldo Brizuela hace una inmersión en la vida de Jorge Rafael Videla y el terrorismo de Estado iniciado en Argentina en 1976, con el golpe de la Junta Militar que gobernó hasta 1983. Brizuela ha creado como hilo conductor a un escritor en la cuarentena que vio de niño cómo en 1976 la casa de uno de sus vecinos era asaltada por los militares que buscaban a una de sus moradoras. Tres décadas después, un hecho parecido en la misma casa le hace rememorar el pasado y el papel que desempeñó su padre en todo aquello. A partir de ahí, Brizuela levanta un mapa de una de la épocas más nefastas de la historia latinoamericana con una larga estela en la vida social, política, psicológica y cotidiana. Narra también la historia de Diana Kuperman, secretaria de Jaime Goldenberg, “mano derecha de David Graiver” cuando son secuestrados y torturados. Leo da cuenta de cómo alumbra su historia el anuncio de la presidenta del reflote del caso Papel Prensa, y la declaración de Lidia Papaleo (viuda de Graiver) en torno de la persecución de Héctor Magnetto para que firmen la cesión de la empresa a los diarios afines al régimen: Clarín, La Nación y La Razón. Y también narra el calvario de Diana, secuestrada durante dos años, su intento de acercarse a ella –que quiere rehacer su vida
- Tengo miedo torero (2001)

Es el cuarto libro y única novela del escritor chileno Pedro Lemebel. La novela, situada en Santiago de Chile durante el segundo semestre de 1986, trata acerca de una historia de amor gay entre un homosexual adulto de escasos recursos y un guerrillero de izquierda perteneciente al Frente Patriótico Manuel Rodríguez, que participará del atentado contra la dictadura militar de Augusto Pinochet. Entre los personajes de la novela figuran el mismo Pinochet, su esposa Lucía Hiriart y Gonzalo Cáceres, por entonces estilista de Hiriart y que más tarde se convirtió en personaje de farándula.

### Otras novelas de dictadura
Además de las novelas mencionadas, hay otras que tocan el tema de la dictadura como son: El hombre de hierro (1907) de Rufino Blanco Fombona, La candidatura de Rojas (1909) de Armando Chirveches, Fin de fiesta (1958) de Beatriz Guido, La muerte de Honorio (1963) de Miguel Otero Silva, Los falsos demonios (1966) de Carlos Solórzano, La alfombra roja (1966) de Marta Lynch, El tiempo de la ira (1967) de Luis Spota, Hombres de a caballo (1967) de David Viñas, El secuestro del general (1973) de Demetrio Aguilera Malta, El paso de los gansos (1980) de Fernando Alegría, El seductor de la patria (1999) de Enrique Serna, Disparos en la oscuridad (2011) de Fabrizio Mejía Madrid y A veces despierto temblando (2021) de Ximena Santaolalla.

### «No exactamente novelas de dictador»
Las novelas latinoamericanas que exploran temas políticos, pero que no se centran en el régimen de un dictador particular, se clasifican informalmente como «no exactamente novelas de dictador», del inglés «not quite dictator novels». Por ejemplo, Libro de Manuel (1973) de Julio Cortázar es una  novela posmoderna sobre la guerrilla urbana y su lucha revolucionaria, que invite el lector a examinar las cuestiones sociales más amplias del lenguaje, la sexualidad y los modos de interpretación. En el tiempo de las mariposas (1994) de Julia Álvarez narra la historia de las hermanas Mirabal, cuyo patriotismo las transformó de internas católicas bien educadas a disidentes políticos que se opusieron a la dictadura de treinta años del régimen de Trujillo en la República Dominicana. La novela trata de esclarecer la historia, oficialmente ocultada, de la muerte de las hermanas Mirabal, no para determinar lo que pasó con ellas, sino para determinar cómo entraron al escenario de la política nacional de la República Dominicana.  En el «Diario íntimo de la soledad» —la tercera parte de El imperio de los sueños (1988)— de Giannina Braschi, el protagonista es Mariquita Samper, el cronista que dispara al narrador del Boom latinoamericano en rebelión contra su control dictatorial de la narración de ficción. En la obra más reciente de Braschi, United States of Banana (2011), el prisionero puertorriqueño Segismundo derroca a su padre, el «rey de los Estados Unidos de Plátano», que lo había encarcelado durante más de cien años en la mazmorra de la Estatua de la Libertad, por el delito de haber nacido. La historia de Estrella distante (1996) de Roberto Bolaño comienza el 11 de septiembre de 1973 con el golpe de Estado del general Augusto Pinochet contra el gobierno de Salvador Allende, el entonces presidente electo de Chile. El escritor y profesor de literatura Raymond Leslie Williams describe las novelas mencionadas como «no exactamente novelas de dictador»; más bien reminiscentes del género por ser «ficción sumamente y sutilmente política» que aborda temas diferentes de los de la novela de dictador, que no puede ser separado de la política en las historias, y así cada una «puede leerse como una meditación sobre el horror del poder absoluto».. Más recientemente, la escritora argentina Mariana Enríquez en su novela Nuestra parte de noche (2019) y la venezolana Michelle Roche Rodríguez en su novela Malasangre (2020), recurren al registro fantástico para abordar la represión dictatorial desde la perspectiva de los perseguidos.

## Legado
Aunque es difícil establecer el origen exacto de la novela de dictador en el siglo XIX, su influencia intelectual se extiende por toda la literatura latinoamericana. La mayor parte de las novelas se escribieron en los años alrededor de mediados del siglo XX, y cada una tiene un estilo literario único que emplea técnicas de la «nueva novela», por el cual el escritor exprime su rechazo de la estructura formal del realismo literario convencional, considerando su «suposición simplista que la realidad es fácilmente observable» un defecto de narración. Como subgénero, la novela de dictador redefinió el concepto literario de «la novela» con el fin de incitar los lectores a examinar las formas en que los hábitos políticos y sociales afectan su vida cotidiana. Por consiguiente, la política regional y las cuestiones sociales de las historias cedieron a preocupaciones humanas universales, y por tanto la «visión del mundo ordenado [de la novela tradicional] da paso a una narrativa fragmentada, distorsionada o fantástica» en la que el lector tiene un papel intelectualmente activo en captar la esencia temática de la historia. Adicional a la sustancia narrativa, los novelistas redefinen las categorías literarias formales del autor, narrador, personaje, trama, historia y lector, con el fin de examinar el vínculo etimológico entre «autor» y «autoridad», en el que la figura del novelista (el autor) se volvió muy importante para la narración de la historia. En las novelas de dictador, los escritores cuestionaron el papel tradicional del novelista como la «figura paternal privilegiada, autoridad perentoria, o creador divino, en el que se originaría el significado», cumpliendo así el papel de dictador.